# Heorhiy Pohosov
Heorhiy Vadimovitch Pohosov (en ukrainien : Георгій Вадимович Погосов), né le 14 juillet 1960, également connu sous le nom de Gueorgui Pogosov, est un escrimeur ukrainien spécialiste du sabre.
Sa famille paternelle est originaire du Haut-Karabagh et portait le nom de Pogossian, avant que son grand-père ne le fasse changer pour Pogosov. Ayant perdu ses parents dans un accident de voiture alors qu'il n’avait que trois ans, il est élevé par sa grand-mère maternelle.
Il commence à pratiquer l'escrime sous la direction de Mikhaïl Chimchovitch et travaille par la suite avec le célèbre entraîneur soviétique David Tyshler. En 1980, il remporte le titre de champion du monde junior, en individuel. Sélectionné avec l'équipe soviétique en 1983, il est sacré champion du monde par équipe la même année. Le boycott des Jeux olympiques de Los Angeles par son pays, en 1984, le prive d'une première participation à cette compétition. Il participe cependant aux Jeux de l'Amitié organisés par certains des pays absents des Jeux olympiques, auxquels s'associent des pays présents à Los Angeles, comme la France. L'URSS remporte le titre au sabre et les membres de l'équipe reçoivent le titre de Maître honoré des sports.
L'équipe soviétique remporte les trois championnats du monde qui ont lieu entre les Jeux de 1984 et ceux de 1988. Mais à Séoul, elle s'incline en finale face aux Hongrois, emmenés par les redoutables György Nébald et Bence Szabó. En individuel, Pogosov est l'un des favoris mais s'incline d'une touche en quart de finale face au Français Philippe Delrieu. Il termine sixième.
Toujours très motivé, il prolonge sa carrière jusqu'aux Jeux de Barcelone, en 1992. Il s'y présente avec deux nouveaux titres de champion du monde par équipe ainsi qu'avec une seconde place conquise en individuel à Lyon, en 1990. L'équipe unifiée de l'ex-URSS prend sa revanche sur les Hongrois et décroche la médaille d'or.
Après sa retraite sportive, Pogosov entraîne l'équipe nationale ukrainienne avant de signer en 1999 un contrat avec l'université Stanford, en Californie. Aux États-unis, il est notamment l'entraîneur de Samuel Kwong, étudiant de Stanford et multiple champion national.